# Mangroves de Madagascar
Localisation
Les mangroves de Madagascar désignent une écorégion terrestre de l'écozone afrotropicale appartenant au biome des mangroves et qui est disséminée le long de la côte ouest de l'île de Madagascar (il y a quelques mangroves sur la côte est également). Elles font partie de la liste « Global 200 » qui regroupe les régions écologiques les plus représentatives de la biodiversité planétaire. Elle représente 2% de la réserve mondiale.
La nécessité de sauvegarder ces écosystèmes amène à des expérimentations sociologiques où l'écotourisme tient une place vertueuse.

## Emplacement
En 2020, la surface couverte des mangroves à Madagascar est estimée de 270 955 hectares qui représente 1% de la couverture forestière totale de Madagascar avec une perte de 3000 à 7 000 hectares par an depuis 1995 jusqu’à 2018 .
Entre 1990 et 2005, suite au défrichement pour l’agriculture et les établissements surexploités, 17% des mangroves ont disparu. Dans certains zones comme Nosy Be, le taux de dégradation augmente jusqu’à 42%. La destruction des mangroves a entraîné de graves conséquences sur la pêcherie et les stocks des crabes mettant en péril la situation économique des communautés côtières qui ont fait plus de 500 000 personnes dépendent de la pêche.

## Types et noms vernaculaires
A Madagascar, il existe 08 types de mangroves :
- Avicennia marina, Afiafy dans la région du Menabe , Mosotry dans la région Diana
- Sonneratia Alba ou Songery en Menabe
- Bruguiera gymnorhiza ou Tangapoly ou Tangamaity ou Tsitolomigny
- Ceriops tagal, Tangalavavy dans le Menabe, Hônkovavy dans la région Diana
- Lumnitzera racemosa , ou Rogno, Roheno , lovinjo, vohinjoko
- Rhizophora mucronata, hônkolahy, Agnaboavaratra, Tangadahy
- Heritiera littoralis, Moromony
- Xylocarpus granatum, Antalaotra, Fobo[3]

## Ménaces et préservation
Les mangroves de Madagascar sont menacés par la récolte des bois de feu, le charbonnage la sédimentation due à la déforestation, l'expansion de l'agriculture, la pollution,alors que selon la WWF , ils jouent un rôle important dans la lutte contre le changement climatique. Pour préserver les mangrove, il faut restaurer les mangroves en faisant des reboisement, en faisant des sensibilisations sur les rôles essentiels des mangroves dans la lutte contre le changement climatique.